# Kamenica (Kraljevo)
Kamenica (cirill betűkkel Каменица), település Szerbiában, a Raškai körzet Kraljevoi községében.

## Népesség
- 1948-ban 311 lakosa volt.
- 1953-ban 329 lakosa volt.
- 1961-ben 346 lakosa volt.
- 1971-ben 265 lakosa volt.
- 1981-ben 244 lakosa volt.
- 1991-ben 209 lakosa volt.
- 2002-ben 180 lakosa volt,[1] akik mindannyian szerbek.[2]